# Ptinella limbata
Ptinella limbata es una especie de escarabajo del género Ptinella, tribu Ptinellini, familia Ptiliidae. Fue descrita científicamente por Heer en 1841.

## Hábitat
Habita comúnmente en coníferas, zonas boscosas y debajo de la corteza de árboles.

## Distribución
Se distribuye por Luxemburgo, Polonia, Francia, Países Bajos, Reino Unido, Austria, Alemania, Bélgica, Finlandia, Italia, Noruega y Suecia.